# Гоенфельде (Мекленбург-Передня Померанія)
Гоенфельде (нім. Hohenfelde) — громада в Німеччині, розташована в землі Мекленбург-Передня Померанія. Входить до складу району Росток. Складова частина об'єднання громад Бад-Доберан-Ланд.
Площа — 9,43 км2. Населення становить 785 ос. (станом на 31 грудня 2020).

## Галерея

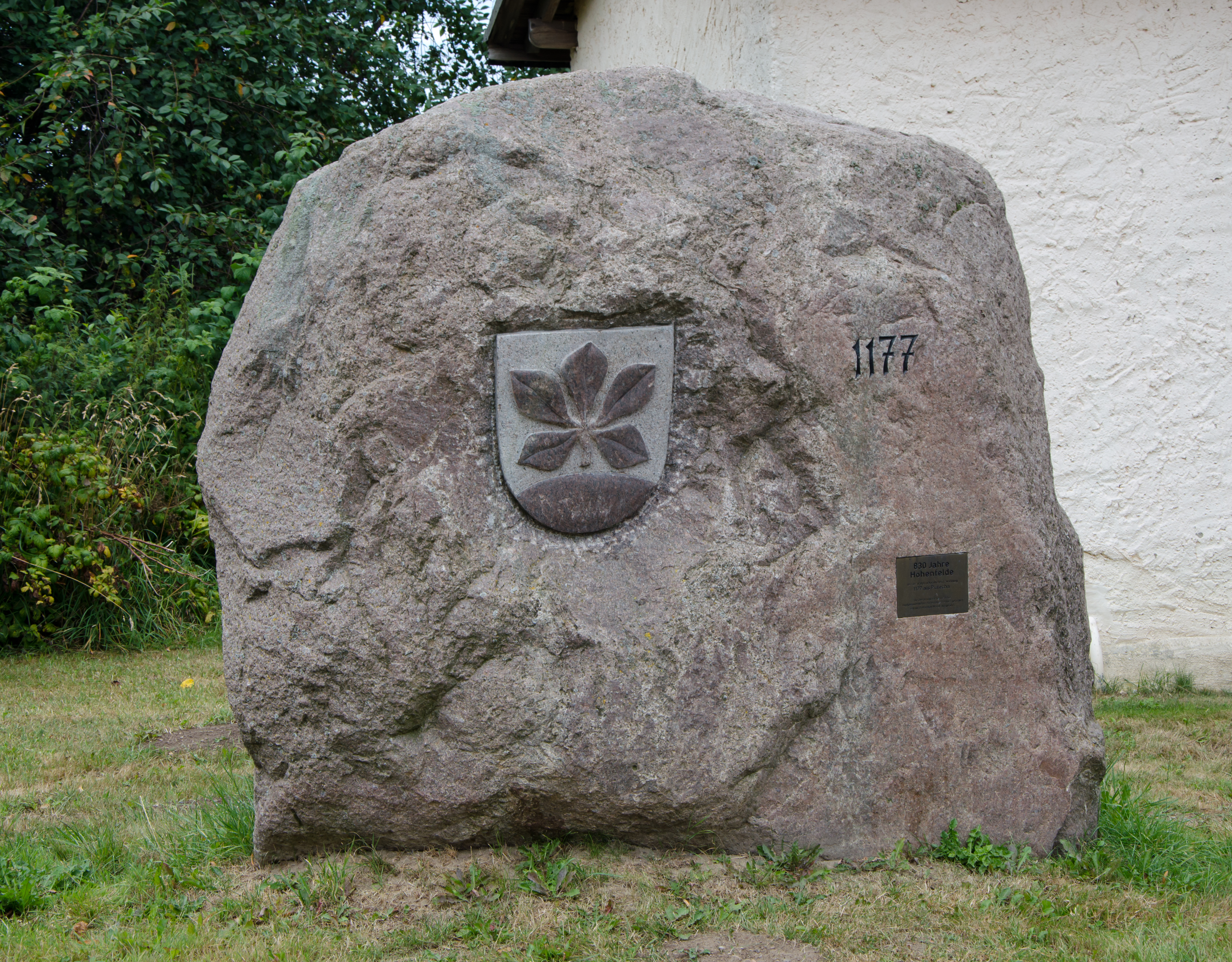
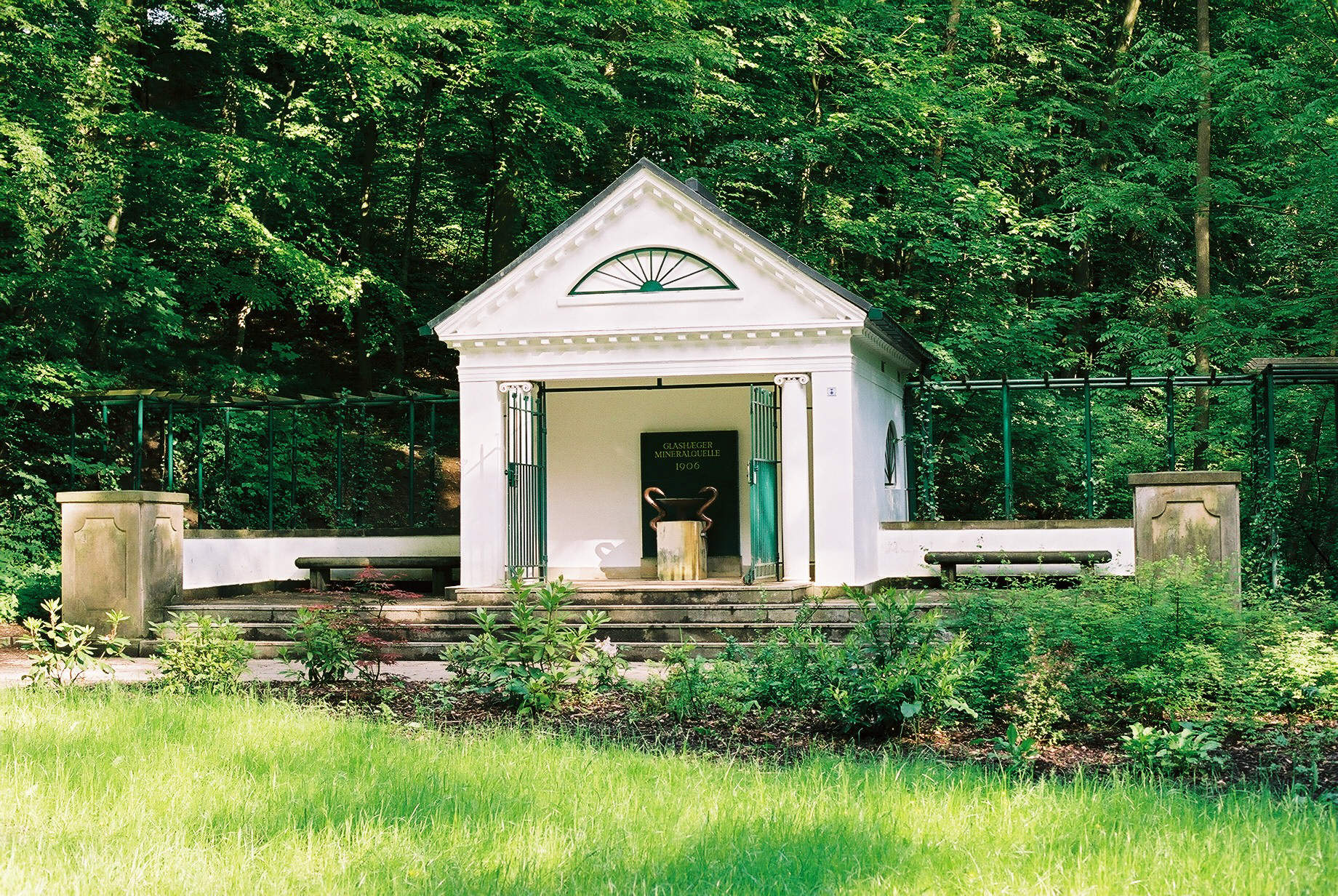
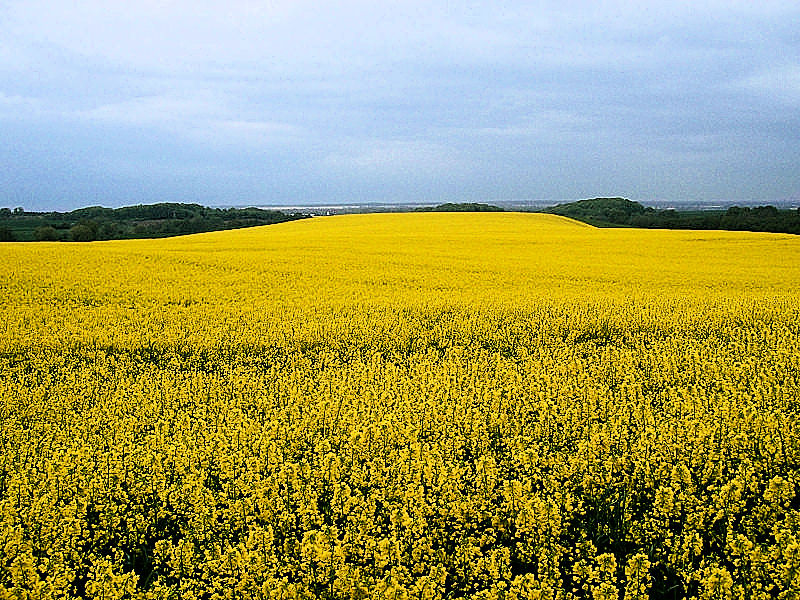